# 2Cellos
2Cellos (stiliseret som 2CΞLLOS) var en kroatisk cellistduo, der bestod af de to klassisk uddannede cellister Luka Šulić og Stjepan Hauser.
Gruppen startede med at lægge videoer på YouTube, og slog igennem med deres cover af "Smooth Criminal", der hurtigt genererede flere millioner visninger. De skrev kontrakt med Sony Masterworks senere i 2011, og udgav seks studiealbums inden de gik i opløsning i 2022. Duoen spillede instrumentalarrangementer for cello af velkendte pop- og rocksange samt klassisk musik og filmmusik.
De optrådte også internationalt og medvirkede i flere amerikanske tv-serier, inklusive Glee og The Bachelor (Sean og Catherines bryllup). Efter opløsningen har begge fortsat som solokunstnere.

## Diskografi
- 2Cellos (2011, Sony Masterworks)
- In2ition (2013, Sony Masterworks)
- Celloverse (2015, Sony Masterworks)
- Score (2017, Sony Masterworks)
- Let There Be Cello (2018, Sony Masterworks)
- Dedicated (2021, Sony Masterworks)

## Turnéer
- International Tours in Europe and the US and Canada 2013
- International Tours in Japan, Australia, Europe and Russia 2014
- International Tours in Australia, the US and Canada, Europe, Japan and other Asian countries, Latin America and Russia 2015
- CELLOVERSE tour: US and Canada, Europe, Latin America and Australia 2016
- The Score World Tour (2017) med orkesterarrangement
- Let There Be Cello (tour) (2019) (første stadiumtour)
- Dedicated World Tour (2022)

## Hæder

### Porin
| År   | Modtager             | Pris                           | Resultat  | Ref.   |
| ---- | -------------------- | ------------------------------ | --------- | ------ |
| 2012 | 2Cellos              | Best International Album       | Vundet    | [ 8 ]  |
| 2012 | "Smooth Criminal"    | Best International Song        | Vundet    | [ 8 ]  |
| 2013 | In2ition             | Best International Album       | Nomineret | [ 9 ]  |
| 2014 | Live at Arena Zagreb | Best International Video Album | Vundet    | [ 10 ] |

### Japan Gold Disc Award
| År   | Modtager    | Pris                           | Resultat | Ref.   |
| ---- | ----------- | ------------------------------ | -------- | ------ |
| 2014 | In2ition    | Instrumental Album of the Year | Vundet   | [ 11 ] |
| 2014 | "Kagemusha" | Song of the Year by Download   | Vundet   | [ 12 ] |

### MTV Europe Music Awards
| Year | Modtager | Award          | Resultat  | Ref.   |
| ---- | -------- | -------------- | --------- | ------ |
| 2015 | 2Cellos  | Best Adria Act | Nomineret | [ 13 ] |

### Večernjak's Rose
| År   | Modtager | Pris                  | Resultat | Ref.   |
| ---- | -------- | --------------------- | -------- | ------ |
| 2014 | 2Cellos  | Musicians of the Year | Vundet   | [ 14 ] |

### Ordner
| År   | Modtager                   | Orden                                                           |
| ---- | -------------------------- | --------------------------------------------------------------- |
| 2014 | Luka Šulić, Stjepan Hauser | Kroatiens stjerneorden med ansigt af Marko Marulić (for kultur) |